# Електродвигун

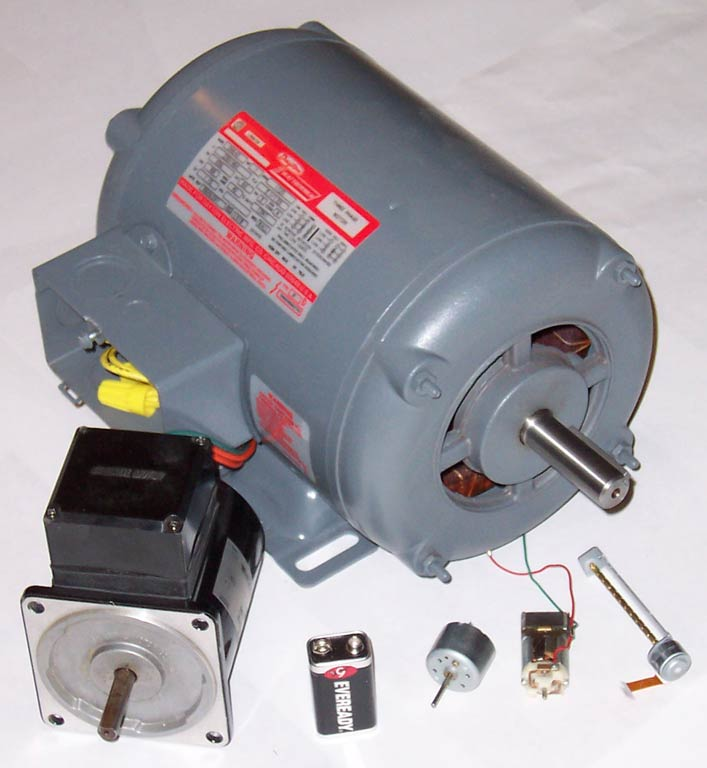
Електродвигуни

Анімація, що демонструє роботу щіткового електродвигуна постійного струму

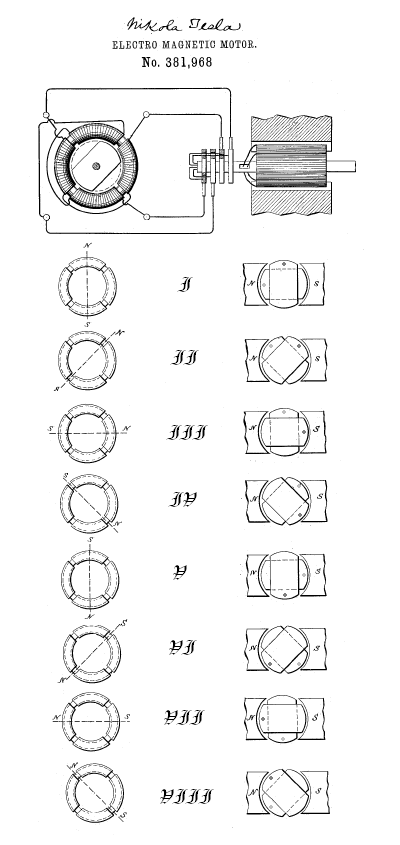
Патент Ніколи Тесли (США, 1882) де пояснюється принцип роботи електродвигуна. Магнітне поле, що періодично змінює свій напрямок, лягло в основу способу роботи електродвигуна

Електродвигу́н, електроруші́й, електромото́р — електрична машина, двигун, що перетворює електричну енергію на механічну.

## Історична довідка
Вперше перетворення електричної енергії на механічну за допомогою електромагнітного поля, представив 1821 року, британський фізик М. Фарадей.
Монах-бенедиктинець Андреас (Ендрю) Гордон експериментував з електрикою до своєї смерті в 1751 році і винайшов металеву зірку, що обертається горизонтально під впливом електростатичного розряду; Джерелом живлення служила лейденська банка. Будучи професором Ерфуртського університету, його публікації були помічені та поширені серед вчених, але іноді без вказівки імені винахідника.
У 1820 році данський фізик і філософ Ганс Крістіан Ерстед відкрив магнітний ефект електричного струму, фундаментальне явище електромагнетизму. Через рік Майкл Фарадей опублікував свою роботу про «електромагнітне обертання». Він сконструював пристрій, у якому електричний провідник обертався навколо нерухомого магніту, а в протилежному експерименті рухомий магніт обертався навколо нерухомого провідника. У 1822 році Пітер Барлоу розробив колесо Барлоу, яке було названо на його честь. Британський вчений Вільям Стерджен винайшов ще один попередник двигуна в 1832 році. На європейському континенті Аньош Єдлік (1827) і Герман Якобі працювали над подальшим розвитком електродвигуна постійного струму. Якобі розробив перший практичний електродвигун у Потсдамі ще в 1834 році, а в 1838 році він оснастив човен на дванадцять осіб у Санкт-Петербурзі розробленим ним двигуном потужністю 220 Вт, який також став першим практичним застосуванням електродвигуна. Американський коваль Томас Девенпорт також розробив колекторний двигун у Вермонті. 25 лютого 1837 року він отримав патент на свій дизайн.
У 1834 вчений Герман Якобі створив перший придатний для практичного використання електродвигун постійного струму, а 1888 року сербський винахідник Н. Тесла обґрунтував принцип побудови двофазного електродвигуна змінного струму; 1889 року, випускник одеського реального училища електротехнік польсько-російського походження М. Доливо-Добровольський розробив перший у світі трифазний індукційний електродвигун, що став найпоширенішою електромашиною. Відтоді електродвигун пройшов значний період розвитку та вдосконалення і став одним із основних двигунів у промисловості (підіймально-транспортні машини, електропривід), на транспорті (трамваї, тролейбуси, механізми літаків та суден, електроавтомобілі тощо) й у побуті (побутова електротехніка).

## Загальний опис
Розрізняють: Двигун постійного струму, 
Електродвигуни змінного струму: 
- Синхронний електродвигун,
- Асинхронний електродвигун.

В основу роботи переважної кількості електричних машин покладено принцип електромагнітної індукції. Електрична машина складається з нерухомої частини — статора (для асинхронних та синхронних машин змінного струму), рухомої частини — ротора (для асинхронних та синхронних машин змінного струму) або якоря (для машин постійного струму).
Електродвигун складається із обертової частини — ротора та нерухомої частини — статора. Розрізняють електродвигуни постійного та змінного струму. Останні поділяють на синхронні та асинхронні. Асинхронні електродвигуни у свою чергу, поділяються на асинхронні двигуни з короткозамкненим ротором (так звана біляча клітка) та фазним ротором, а за функціональним призначенням, на: загальнопромислові, кранові, ліфтові, екскаваторні, тролейбусні, трамвайні, автомобільні.
Електродвигун є частиною електропривода транспортних (підіймально-транспортних) засобів, зокрема конвеєрів, шахтних підіймальних установок тощо.
Електродвигуни застосовуються у безлічі побутових приладів, наприклад: пральні машини, мікрохвильові пічки, відеомагнітофони, жорсткі диски, CD-програвачі, вентилятори, газонокосарки тощо; у великих кількостях використовуються у машинах, обладнанні, робототехніці, іграшках, електронному обладнанні. На частку електродвигунів припадає понад 50 відсотків споживання електроенергії, наприклад, у Німеччині.

## Потужність електродвигуна
Електрична потужність електродвигуна (англ. heat power of an electric motor) — найбільша корисна потужність на валу двигуна, за обумовленого режиму роботи, без перегріву обвитки вище норми, яка обумовлюється класом нагрівотривкості ізоляції обвитки двигуна. Розрізняють такі номінальні режими роботи: тривалий S1, короткочасний S2, повторно-короткочасний S3 і повторно-короткочасний з частими пусками S4. Для багатьох видів гірничого обладнання, застосовують асинхронні електродвигуни з короткозамкненим ротором, які працюють у режимах, близьких до S1 і S4.
Номінальний тривалий режим S1 — це режим, за якого, тривалість роботи двигуна, у разі незмінного зовнішнього навантаження, достатня для досягнення температурою нагріву ізоляції обмотки статора, сталого значення.
Номінальний повторно-короткочасний режим з частими пусками — це режим, коли короткочасні робочі увімкнення, чергуються з періодами вимкнення електродвигуна. У цьому разі, періоди навантаження двигуна зовнішнім навантаженням та його вимкнення, недостатньо тривалі, щоби температура могла досягнути, як сталого значення, так і температури навколишнього середовища.

## Збудження електродвигунів
Збудження в електротехніці — створення в електричній машині магнітного потоку, з яким взаємодіятиме магнітне поле якоря.
Електродвигуни постійного струму, можуть бути з паралельним, послідовним та змішаним збудженням.
Паралельне збудження — якірна обвитка і обмотка збудження увімкнені до мережі паралельно. Такий двигун не сильно реагує на зміну навантаження, а з тим, відповідно, має жорстку механічну характеристику. Деякі двигуни з паралельним збудженням мають невеличку, на декілька витків, обвитку послідовного збудження, яку з'єднано зустрічно із паралельною обмоткою, і призначено для зменшення реакції якоря.
Послідовне збудження — обвитка збудження з'єднана послідовно з якірною обмоткою, і у ній протікає такий же струм, як і в якірній. Такий двигун має м'яку механічну характеристику — сильна реакція на зміну навантаження. Якщо зняти навантаження з двигуна, відповідно упаде сила струму в обох обвитках. Спад струму в обмотці збудження призведе до зменшення її магнітного потоку, і цим — до збільшення частоти обертання якоря. За збільшення частоти обертання якоря, проти-електрорушійна сила ще більше зменшить силу струму в обвитці, отже ще більше зменшить магнітний потік обвитки збудження. Такий електродвигун піде «врозліт». Через це двигуни з послідовним збудженням повинні бути міцно з'єднані з навантаженням (робочим механізмом).
Змішане збудження — такий двигун має дві обвитки збудження — послідовну та паралельну. Послідовну обмотку може бути увімкнено зустрічно або згідно із паралельною обвиткою. Такий двигун має жорсткішу механічну характеристику ніж двигун із послідовним збудженням.

## Маркування
Маркування електродвигунів складається з декількох основних частин:
- 1.Марка (АИР)
- 2.Ознака модифікації
- 3.Висота осі обертання
- 4.Настановний розмір за довжиною станини
- 5.Довжина осердя
- 6.Кількість полюсів
- 7.Ознака за призначенням (конструктивна модифікація)
- 8.Кліматичне виконання
- 9.Категорія розміщення

## Спосіб роботи
Принцип роботи та будова колекторного електродвигуна.
В основі роботи колекторних двигунів лежить фізичне явище — втягування або виштовхування провідника з електричним струмом у магнітному полі, дія на провідник зі струмом сили Ампера. Щоби провідник зі струмом безперервно рухався між полюсами магніту, йому надають форми рамки, на обидва боки якої магніт діятиме одночасно, але у протилежних напрямках: один бік рамки втягуватиме, а другий — виштовхуватиме. За половину оберту рамка зупиниться. А щоб вона і далі оберталась у тому самому напрямку, у цю мить, треба змінити напрямок струму у рамці, тобто поміняти місцями кінці провідників, що підводять струм від джерела.
Для автоматичної зміни напрямку струму у рамці установлено спеціальний перемикач — колектор. Зазвичай, його виготовлено із двох напівкруглих латунних пластин. До пластин притиснуто ковзні графітові контакти (щітки), крізь які до рамки надходить електричний струм. У промислових колекторних електродвигунах рамку із проводів намотують у пази, вирізані в залізному осерді. Залізо підсилює магнітне поле, яке діє на рамку. Ту частину двигуна, де намотані рамки, називають якорем, або ротором. Оскільки обмоток на якорі кілька, то й колектор складається з багатьох ізольованих одна від одної і від вала двигуна, латунних пластин.
Колектор жорстко закріплено на валу якоря. До колектора притискуються за допомогою пружин графітові щітки. Графіт для щіток і латунь для колектора вибрані тому, що під час обертання ротора ці матеріали мало стираються, тож забезпечується довший термін їх використання.
Під час роботи двигуна рух якоря передається валу, а з нього — безпосередньо робочим органам споживача. Вал обертається у підшипниках, запресованих у задню і передню кришки статора. Охолодження електродвигуна забезпечує вентилятор, крильчатку якого закріплено на валу.

## Комутація
Процес перемикання секцій обмотки якоря з однієї паралельної гілки на іншу і явища, що виникають при цьому у короткозамкнених секціях, називають комутацією.
Для створення безіскрової комутації, послідовно з обмоткою якоря вмикають обмотки додаткових полюсів. Їх розміщують так, щоби після північного головного, був додатковий північний полюс у напрямку обертання якоря. Магнітний потік додаткових полюсів спрямовано назустріч магнітному потоку якоря і автоматично компенсує його за будь-якого навантаження. Таким чином, у короткозамкнених секціях обмотки якоря, струм не виникає.

## Механічні характеристики
Механічною характеристикою електродвигуна, називається залежність частоти обертання його вала, від обертального моменту, який він розвиває n=f(М).
У всіх електродвигунах, за винятком синхронних, у двигунному режимі роботи, під час збільшення моменту навантаження на валу, частота обертання зменшується, а у гальмівних режимах за збільшення частоти обертання, гальмівний момент зростає. У різних двигунах, у разі зміни навантаження на валу, частота обертання змінюється неоднаково. Залежно від того, наскільки змінюється частота обертання двигуна за зміни навантаження на його валу, механічні характеристики поділяються на абсолютно тверді, тверді та м'які.
Абсолютно твердою називається механічна характеристика двигуна, частота обертання якого не змінюється у разі зміни навантаження на його валу. Таку характеристику мають синхронні електродвигуни.
Тверду характеристику має двигун, що мало змінює свою частоту обертання під час зміни навантаження на валу у широких межах. До них належать електродвигуни постійного струму з паралельним збудженням та асинхронні. М'яка характеристика у двигунах, в яких у разі невеликого збільшення навантаження на валу, значно зменшується частота обертання (електродвигуни постійного струму послідовного збудження).

## Стійкість роботи
Стійкість роботи електродвигуна — здатність електродвигуна працювати без перекидань. Для гірничих машин обладнаних асинхронними електродвигунами з короткозамкненими роторами, що широко застосовуються, стійкість роботи електропривода при стаціонарних режимах навантаження, можуть характеризувати стійкий момент і відповідна йому стійка потужність. Стійким моментом двигуна, що працює у складі відповідної силової підсистеми, називається максимальне значення середнього рівня його обертового моменту, за якого електродвигун може працювати стійко, без перекидань. Стійкість динамічної поведінки двигуна може виступати як чинник, який обмежує теоретичну продуктивність гірничого обладнання, що треба враховувати під час проектування й експлуатації останнього.

## Окремі різновиди
Електродвигун занурений (заглибний) (англ. submersible electric motor; нім. Unterwassermotor, UW-Motor) — трифазний асинхронний мастило-наповнений, із короткозамкненим ротором електродвигун, який опускається у свердловину на колоні насосно-компресорних труб, занурюється під рівень рідини та служить індивідуальним приводом електровідцентрового насоса.

## Монтаж електродвигуна
Електродвигун встановлюють на підвалини. При цьому, після центрування, повинна бути витримана співвісність валів електродвигуна, редукторів і приводної шестерні. Неспіввісність валів, що сполучаються, мусить бути не більше 0,2 мм. Після напресовування втулки на вал електродвигуна, треба ретельно зашпакльовувати торець валу для чого використовують епоксидну шпаклівку з наповнювачем: азбестом, портландцементом або маршалітом. Після установки і вивіряння електродвигуна на фундаменті, проводиться заливка його рами бетонним розчином. Перевіривши і оглянувши електродвигун згідно інструкції з монтажу й експлуатації електродвигуна, його вмикають під напругою і перевіряють правильність напрямку обертання валу. Після цього втулки, насаджені на кінці валів електродвигуна і редуктора, сполучають з обоймами муфти.